# Giripurwo (Girimulyo)
Giripurwo is een bestuurslaag in het regentschap Kulon Progo van de provincie Jogjakarta, Indonesië. Giripurwo telt 6164 inwoners (volkstelling 2010).